# Eyalet de Bagdad
1535–1864
Entités précédentes :
- Séfévides

Entités suivantes :
- Vilayet de Bagdad

L'eyalet ou pachalik de Bagdad (turc ottoman : ایالت بغداد, Eyālet-i Baġdād) est une province de l'Empire ottoman, en Mésopotamie (Irak), créée au XVIe siècle lors de la conquête du pays par Soliman le Magnifique. Sa capitale était Bagdad. La réforme administrative de 1864, qui transforme les eyalets en vilayets, en fait le vilayet de Bagdad.

## Histoire

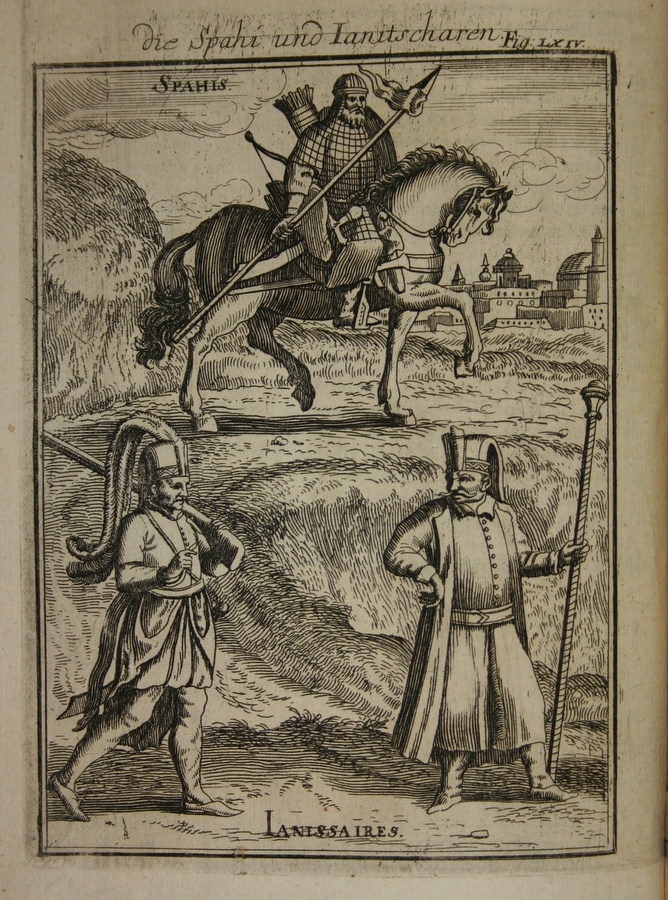
Spahis et janissaires, gravure d'Alain Manesson Mallet, 1685.

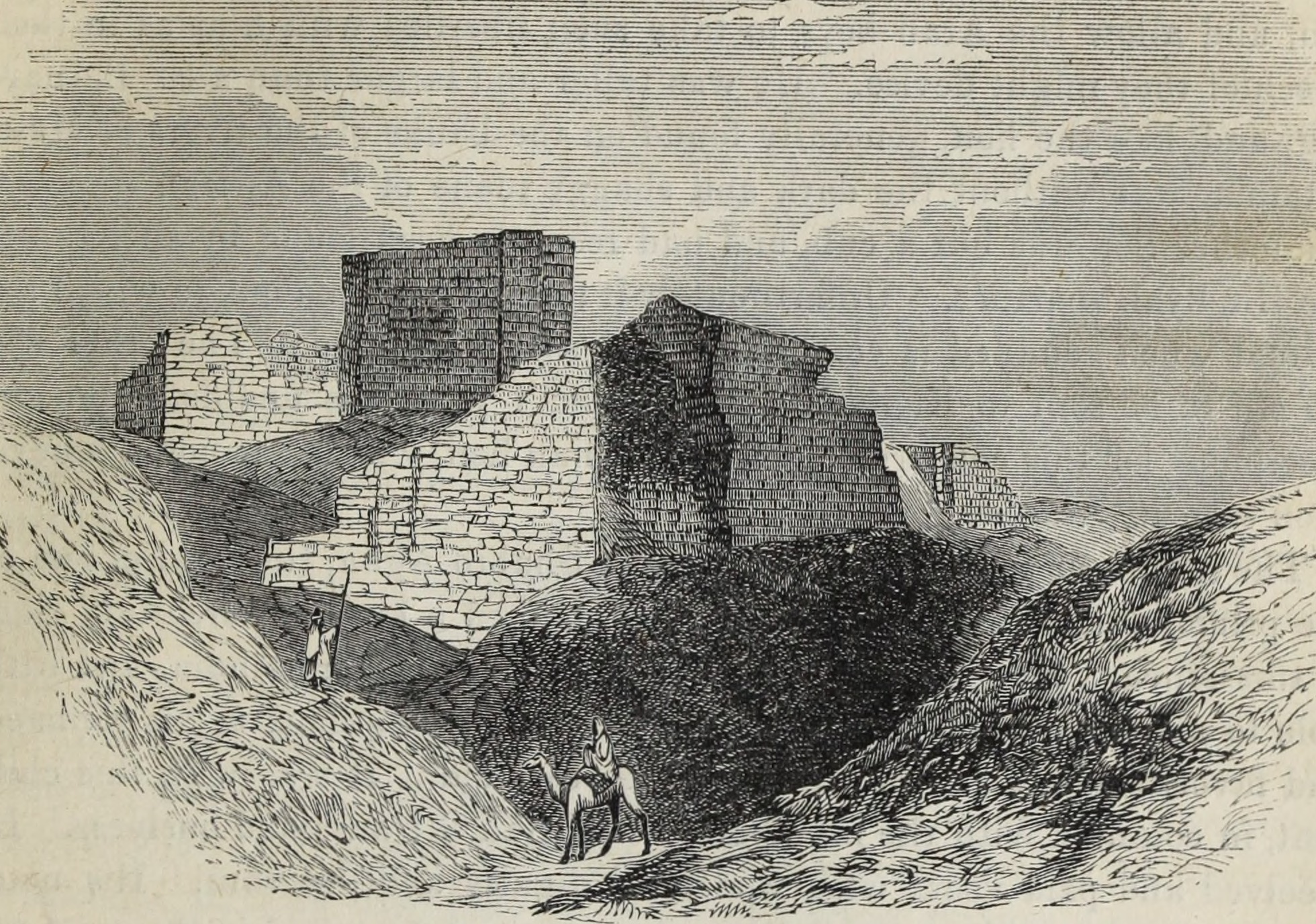
Ruines près de Hilla, gravure d'Austen Henry Layard, 1859.

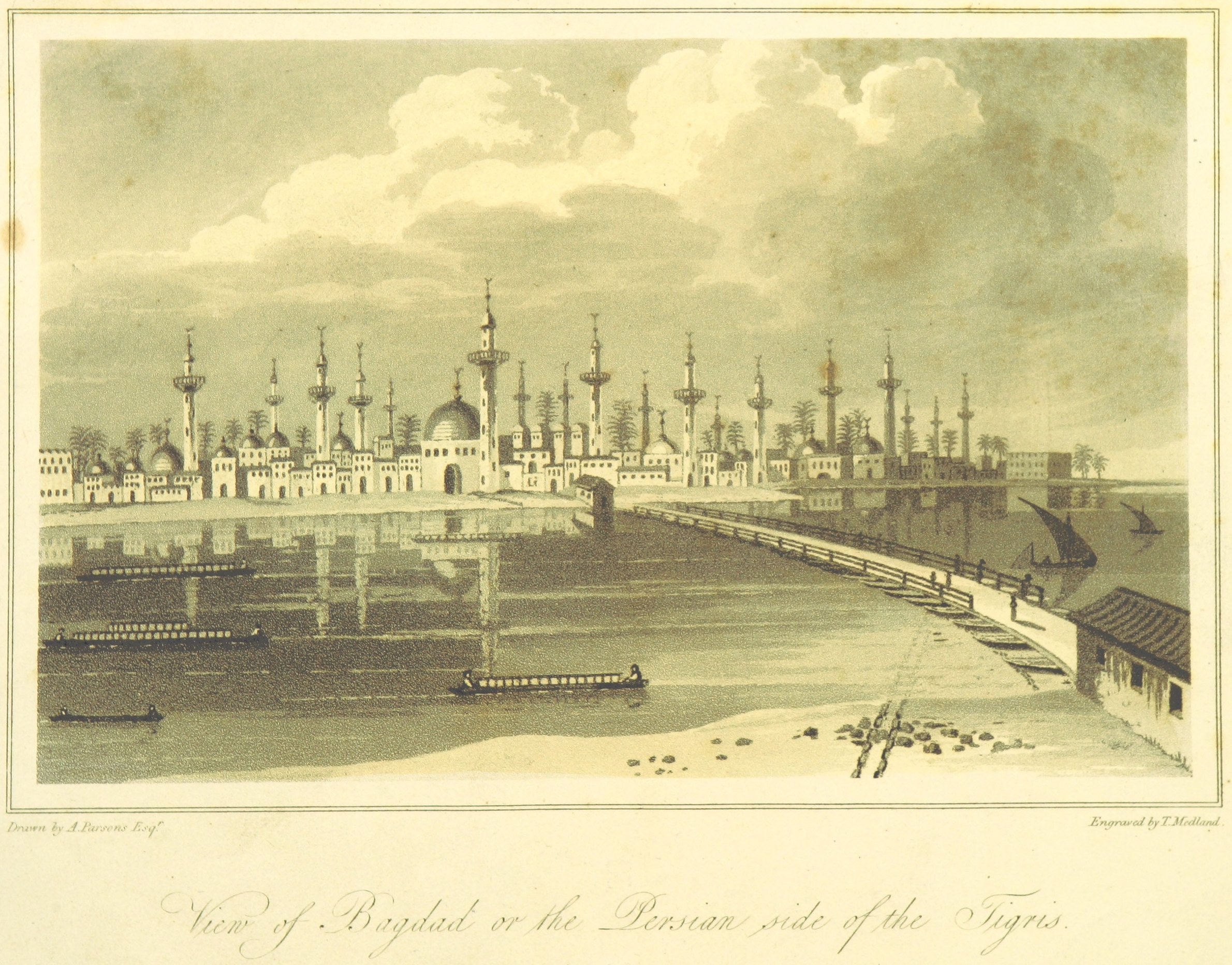
Vue de Bagdad, gravure d'Abraham Parsons, 1808.

Au XVIe siècle, la province de Bagdad appartient d'abord à l'émirat turkmène des Aq Qoyunlu (dynastie du Mouton blanc). Elle est conquise par la Perse séfévide en 1508 avant d'être durement disputée lors des guerres ottomano-persanes. Bagdad est prise par les Ottomans (en) en 1534 lors de la guerre de 1532-1555 : Soliman le Magnifique l'érige en capitale de beylerbeylik (eyalet). Elle est reprise par les Séfévides pendant la guerre de 1623-1639 et définitivement reconquise par le sultan ottoman Mourad IV à l'issue du siège de Bagdad (en) de 1638. L'Irak est partagé en 4 provinces : Mossoul, Chahrizor (Kirkouk), Bagdad et Bassora. Les gouverneurs (pachas) sont nommés pour un an renouvelable : 24 pachas se succèdent de 1638 à 1704. Les juges religieux (cadis) sont aussi envoyés de Constantinople. Le pouvoir ottoman doit faire face aux guerres répétées contre la Perse, à l'insoumission des tribus kurdes et bédouines et aux révoltes de ses propres troupes : Muhammad al-Tawil, commandant des janissaires, se rend pratiquement indépendant de 1603 à 1607. Des affrontements opposent plusieurs fois les janissaires aux azabs (infanterie légère turque). En 1619, un autre commandant des janissaires, Bakr le Soubashi (en), se révolte contre la Sublime Porte, et comme les troupes du sultan marchent contre lui et viennent assiéger Bagdad en 1623, il fait appel à l'aide du souverain perse Chah Abbas qui s'empare de la ville,.
Alors que le sultan Soliman, lors de la paix d'Amasya de 1555, avait garanti le respect des lieux saints du chiisme en Irak (Kerbala, Nadjaf, etc.), Chah Abbas commet des massacres de sunnites. En représailles, les Ottomans massacrent les chiites de Bagdad lorsqu'ils reprennent la ville en 1638. Le traité de Qasr-i-Chirin, en 1639, met fin au conflit et rétablit la coexistence des communautés religieuses. En temps de paix, le commerce est dominé par les marchands iraniens chiites et les Juifs tandis que l'armée et l'administration civile sont essentiellement sunnites.
En 1668, les troupes ottomanes venues de Bagdad s'emparent de Bassora et mettent fin à la dynastie autonome des Afrasiyâb qui régnait depuis 1615. La Sublime Porte envoie à Bagdad une garnison de janissaires « impériaux » pour faire respecter l'autorité du sultan, sans parvenir à soumettre complètement les janissaires de recrutement local, de plus en plus mêlés à la population urbaine de l'est de la ville et alliés aux grandes familles locales. La force militaire de la province est complétée par des milices tribales et des mamelouks, esclaves soldats originaires de Géorgie.
Les guerres reprennent au XVIIIe siècle contre Nâdir Châh, régent puis roi de Perse. Après deux batailles sanglantes devant Bagdad, les 19 juillet et 26 octobre 1733, les deux empires signent la paix en 1739. La reprise des guerres ottomano-persanes (1730-1735, 1743-1743 et plus tard 1775-1776) permet la consolidation d'une lignée de gouverneurs énergiques, Hassan Pacha de 1704 à 1724 et son fils Ahmad Pacha de 1724 à 1747 avec une brève interruption de 1734 à 1736. Ce dernier renforce le corps des mamelouks, au nombre de 600, qui reçoivent une éducation militaire et intellectuelle poussée et finissent par exercer la réalité du pouvoir. Sulaymân Abu Laylâ, mamelouk de Hassan Pacha et gendre d'Ahmad Pacha, leur succède comme gouverneur et fonde une véritable dynastie mamelouke (en) qui, moyennant un tribut annuel de 100 000 piastres, se maintient jusqu'en 1831.
La province est éprouvée pendant les guerres ottomano-wahhabites (en). Les Wahhabites, venus d'Arabie, pillent Kerbala, la ville sainte du chiisme, en 1802 et Anah en 1807. Après la dernière guerre ottomano-persane (1821–1823) (en), le sultan peut reprendre le pays en main. Le dernier gouverneur mamelouk, Daoud Pacha (en), est déposé par ordre du sultan.
Aux XVIIIe et XIXe siècles , l'eyalet de Bassora est plusieurs fois rattaché et séparé de celui de Bagdad. Tous deux sont transformés en vilayets en 1864.

## Géographie
Le climat est généralement chaud, voire brûlant, avec des vents de sable (simoun) pendant l'été. L'hiver peut être froid à cause de la proximité des montagnes du Kurdistan. Des nappes de pétrole et de bitume se rencontrent à l'est du Tigre. Au nord de Bagdad s'étend le désert de Mésopotamie : il n'y pousse guère que de l'absinthe. Les caravanes se rendant de Bagdad à Alep doivent y payer tribut aux Arabes nomades. L'Iraq-Arabi (l'Irak proprement dit) commence dans la région où l'Euphrate et le Tigre se resserrent. Le sol est fertile mais produit peu car les canaux d'irrigation ne sont pas entretenus : seul le palmier dattier pousse en abondance. Des Arabes sédentaires, les Bani Semen, y cultivent le mûrier et produisent de la soie.
Anah, après le pillage des Wahhabites, ne compte plus que 3 000 habitants. Bagdad, ancienne capitale des califes abbassides, compte de 50 000 à 60 000 habitants dont 30 000 Arabes et 10 000 Turcs. Elle est bâtie à la mode persane plutôt que turque, avec des maisons basses, aux murs épais en brique crue. Elle a conservé peu de monuments anciens hormis le mausolée de Zubayda bint Jafar, épouse de Hâroun ar-Rachîd. Un pont de bateaux traverse le Tigre. Au sud de Bagdad s'étendent les vastes champs de ruines appelés Al-Mada'in (en), « les deux villes », c'est-à-dire Séleucie du Tigre et Ctésiphon. Al-Amara, ancienne résidence des Abbassides, n'a plus que 10 000 habitants. Hilla, à 35 km au sud de Bagdad, est le principal entrepôt du commerce avec la Perse : elle compte 10 000 habitants, marchands ou bateliers. Elle se trouve au milieu des vastes ruines de l'ancienne Babylone. La « tour de Nemrod » (l'antique ziggourat de Borsippa) est parfois identifiée à la tour de Babel de l'Ancien Testament. Les villes saintes chiites de Mashhad Ali (Nadjaf) et Mashhad Hussein (Kerbala) abritaient d'immenses richesses avant leur pillage par les Wahhabites. Au sud de ces deux villes, les deux fleuves se rejoignent pour former le cours commun du Chatt-el-Arab. La campagne environnante, extrêmement fertile, produit en abondance le blé, le riz, le coton, le bananier et les dattes. Sur un canal parallèle, Bassora compte de 50 000 à 60 000 habitants. Bien qu'elle soit à 75 km de la mer, c'est le grand port du commerce avec l'Inde. Il y passe annuellement pour 4 millions de dattes, ainsi que des marchandises diverses : blé, tabac, chevaux, tissus de coton, laines, corail, cuivre, etc..

## Subdivisions

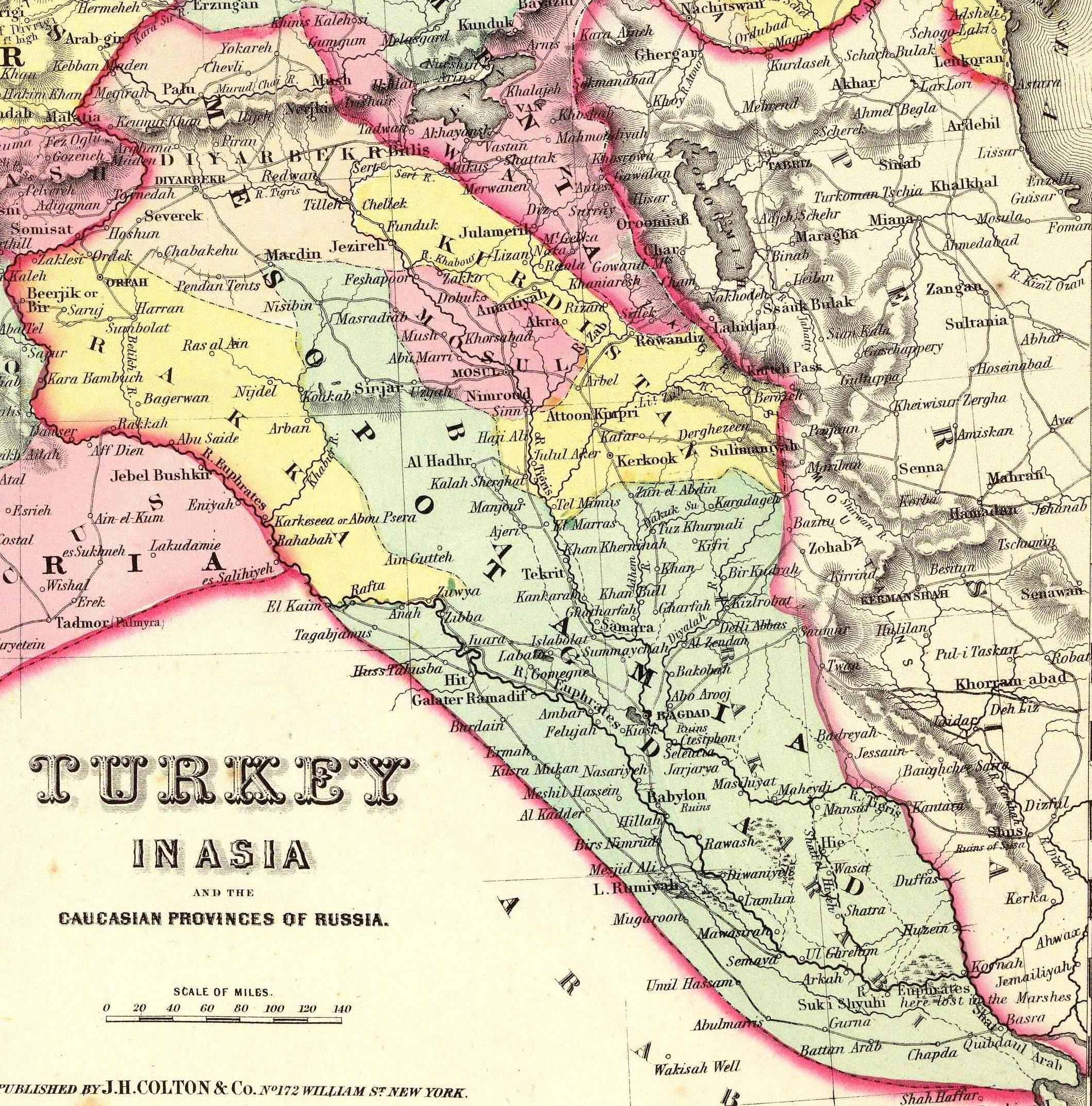
Turquie d'Asie (détail). Eyalets de Bagdad et Bassora (en vert, au sud). Carte par George Woolworth Colton, 1856

L'eyalet est divisé en plusieurs sandjaks ou livas (en) (districts). Au XVIIe siècle, sept d'entre eux ont des timars et des ziamet (en) (lots de terre destinés à l'entretien des officiers et soldats) :
- Sandjak de Hilla
- Sandjak de Zengabad
- Sandjak de Javazar
- Sandjak de Rumiya (Al-Mada'in (en))
- Sandjak de Jangula
- Sandjak de Qaradagh
- Le nom du 7e manque

Onze autres n'ont ni timar ni ziamet et tous les revenus vont au bey : Terteng, Samwat, , Biat, Derneh, Deh-balad, Evset, Kerneh-deh, Demir-kapu, Karanieh, Kilan, Al-sah.
Au milieu du XIXe siècle, l'eyalet de Bagdad, incluant ceux de Bassora et de Chahrizor, comprend 15 districts :
- Sandjak de Souleimaniye
- Sandjak de Rawanduz
- Sandjak de Kirkouk
- Sandjak de Kifri (en)
- Sandjak de Bagdad
- Sandjak de Khanaqin
- Sandjak de Badraya
- Sandjak de Khorassan
- Sandjak de Samarra
- Sandjak de Dilem
- Sandjak de Kerbela
- Sandjak de Diwaniya
- Sandjak de Samawa
- Sandjak de Muntafiq
- Sandjak de Bassora[13]

### Sources et bibliographie
- (en) Cet article est partiellement ou en totalité issu de l’article de Wikipédia en anglais intitulé « Baghdad Eyalet » (voir la liste des auteurs) dans sa version du 5 mai 2018.
- Robert Mantran (dir.), Histoire de l'Empire ottoman, Fayard, 1989
- H. J. Kissling & al., The Last Great Muslim Empires, E.J. Brill, Leiden, 1969
- Conrad Malte-Brun et Théophile Sébastien Lavallé, Précis de la géographie universelle, Volume 5, Paris, 1856
- Bernard Camille Collas, La Turquie en 1864, Paris, 1864
- Evliya Çelebi, Narrative of Travels in Europe, Asia, and Africa in the Seventeenth Century, Volume 1, p. 91